# Выжелес
Выжелес — село в Спасском районе Рязанской области. Административный центр Выжелесского сельского поселения.

## География
Село расположено примерно в 26 км к востоку от районного центра. Ближайшие населённые пункты — село Дегтяное к западу, деревня Кучино к северу и деревня Погори к югу.

## История
Село Выжелес, имеющее церкви Спасскую и Никольскую, впервые упоминается в окладных книгах за 1676 год.
В 1905 году это село являлось административным центром Выжелесской волости Спасского уезда Рязанской губернии и имело 160 дворов при численности населения 1488 человек.

## Население
| 1859 | 1897 | 1906  | 2010 |
| ---- | ---- | ----- | ---- |
| 1817 | ↘978 | ↗1488 | ↘497 |

## Транспорт и связь
В селе Выжелес имеется одноимённое сельское отделение почтовой связи (индекс 391076).

## Известные уроженцы
Карнаухов, Николай Иванович (1930—1993) — актёр театра и кино.